# Operazione Nickel Grass
L'operazione Nickel Grass fu un ponte aereo strategico condotto dagli Stati Uniti per trasportare armi e forniture ad Israele durante la guerra del Kippur. Il Military Airlift Command (Comando militare per i ponti aerei) dell'aviazione americana consegnò 22235 tonnellate di merci, tra carri armati, pezzi d'artiglieria, munizioni e altre forniture su aerei da trasporto C-141 Starlifter e C-5 Galaxy tra il 12 ottobre ed il 14 novembre 1973. Questa missione di rifornimento rapido fu fondamentale per la capacità israeliana di recuperare dalle prime, sostanziali perdite della guerra, e in Vicino Oriente si parla solitamente di Nickel Grass come "il ponte aereo che salvò Israele".

## La guerra
Quando l'Egitto e la Siria attaccarono rispettivamente il Sinai israeliano ed il Golan la notte del 6 ottobre 1973, il blocco occidentale fu colto di sorpresa. Molte nazioni arabe stavano mobilitandosi, tra cui l'Iraq, e grazie al grande successo dei primi giorni di offensiva molte di esse avvisarono che avrebbero interrotto il flusso di petrolio a qualunque nazione che avesse appoggiato Israele. Divenne subito chiaro che quest'ultima aveva un disperato bisogno di forniture militari e non, per respingere l'attacco; il 9 ottobre, il primo ministro Golda Meir fece un appello personale per chiedere assistenza internazionale. Le nazioni europee rifiutarono sdegnosamente l'aiuto, ma l'allora presidente statunitense Richard Nixon risolse di inviare quanto prima forniture ad Israele, soprattutto dal momento che i Sovietici avevano iniziato il loro programma di rifornimento su ampia scala dei Paesi arabi via mare e via aria. Furono contattate alcune società di spedizione private, ma nessuna si dimostrò disponibile ad accettare il lavoro per paura che poi le fosse precluso l'accesso alle nazioni mussulmane dopo il conflitto. Soltanto la compagnia di bandiera israeliana, El Al, offrì il suo aiuto, cosicché fu possibile iniziare le spedizioni il 10 ottobre. Eppure, fu subito chiaro che sovraccaricare i velivoli strutturati e configurati per il trasporto di passeggeri non avrebbe mai assolto il compito di rifornire adeguatamente la nazione attaccata, e urgeva trovare soluzioni più adatte.

## L'intervento della United States Air Force
La mattina del 14 ottobre Nixon decise che non era più accettabile subire dei ritardi, ed ordinò all'aeronautica militare americana di inviare "qualunque cosa fosse capace di volare". Nell'arco di nove ore, una serie di C-141 e C-5 stavano puntando verso Israele. L'insieme degli accordi politici per far funzionare correttamente il ponte aereo, comunque, fu tutto fuorché risolto dalla partecipazione dell'United States Air Force: gli alleati europei di sempre si rifiutarono di permettere il rifornimento a terra degli aerei coinvolti, e spesso proibirono persino il sorvolo del loro territorio. Solo il Portogallo dimostrò la volontà di aiutare gli Stati Uniti nell'impresa, ragion per cui gli aerei fecero rotta verso l'aeroporto militare di Lajes, nelle Azzorre. Dopo poche ore di volo arrivò la comunicazione che il Portogallo avrebbe permesso allo stormo di atterrare, e Lajes divenne il punto chiave di smistamento dell'operazione. Per venire incontro alla volontà delle altre nazioni, tutte le forniture americane già distribuite in tutta Europa vennero reindirizzate verso Israele attraverso lo snodo di Lajes, il cui aeroporto smistò a pieno regime fino a 30 aerei da trasporto al giorno. Per permettere il corretto funzionamento della struttura, il personale aumentò dalle poche decine di qualche settimana prima a circa 1300 tra uomini e donne, in maggioranza americani, per alloggiare i quali fu necessario ripristinare le caserme risalenti alla seconda guerra mondiale, chiuse da trent'anni.
La rotta tra Portogallo ed Israele seguiva un itinerario estremamente preciso, che portava i velivoli a incunearsi esattamente lungo il confine aereo tra le nazioni arabe ostili a sud e quelle europee a nord, in una linea che tagliava equamente in due il Mar Mediterraneo. La scorta del convoglio era affidata a caccia della Sesta Flotta americana dalla partenza fino a 150 miglia nautiche dalla costa, dove i Phantom ed i Mirage dell'aeronautica militare israeliana li scortavano all'aeroporto internazionale Ben Gurion di Tel Aviv. Lungo la rotta sul Mediterraneo, si trovavano navi americane ogni 300 miglia e una portaerei ogni 600: si trattava di precauzioni che si dimostrarono adeguate nel tenere alla larga i caccia arabi, che si limitarono il più delle volte a comparire nei radar e lanciare minacce via radio, senza che da questo poi si arrivasse al conflitto armato. Dal momento dell'atterraggio, il carico - scaricato rapidamente da israeliani ed americani insieme, e smistato con massima priorità - di solito raggiungeva uno dei due fronti in non più di tre o quattro ore.
Nickel Grass non si occupò, comunque, di fornire ad Israele solo armi o munizioni. Nei primi giorni di conflitto le forze arabe riuscirono a distruggere un numero altamente significativo di velivoli militari israeliani, che non erano preparati ad un uso così massiccio dei nuovi missili terra-aria SA-6 Gainful. Israele acquistò dagli Stati Uniti 36 F-4 Phantom II di ultima generazione, che furono consegnati attraverso il ponte aereo. Atterrarono a Lod, dove i piloti americani si scambiarono con i colleghi israeliani. Dopo aver ridipinto le insegne americane con quelle israeliane, gli aerei furono riforniti di carburante e inviati al fronte. In alcuni casi erano passate poche ore dall'arrivo. Curiosamente, alcuni aerei provenivano da stanziamenti americani in Europa centrale: la fretta di metterli in operazione non lasciò spazio alla riverniciatura dei velivoli, che quindi ebbero il battesimo del fuoco nel deserto egiziano o tra le pietraie siriane nonostante la loro inusuale livrea mimetica verde.
Quando il conflitto terminò, in data 24 ottobre, il ponte aereo fu rallentato. Furono approntati altri voli per colmare le perdite e ristabilire lo status quo prebellico, e l'operazione terminò ufficialmente il 14 novembre.